# ゴスラー
ゴスラー（Goslar）は、ドイツ、ニーダーザクセン州の都市である。人口は約50,000人である。
ハルツ地方の中心的な都市で、ランメルスベルク鉱山の麓にあり、鉱山の町として栄えた。ゴスラーには11世紀に王宮が置かれ、ザリエル朝時代ドイツ国王・皇帝のお気に入りの滞在地で、13世紀まで帝国会議が頻繁に行われた。そのため、美しい街並みが形成された。なおゴスラルとも表記される。
ヨーロッパ屈指の歴史を持つランメルスベルク鉱山とゴスラーの旧市街は、1992年、ユネスコ世界遺産に登録された。

## 歴史
地名Goslarは、die Oker（オーカー川）の支流die Gose（ゴーゼ川）に由来し、ゴーゼは英語のgushと語源を同じくし、「奔流」を意味する。後半部の-larは柵（家畜の柵あるいは祭祀のための聖域の境界）の意味か。
ランメルスベルク鉱山のふもとにあるゴスラーは、すでにローマ時代からハルツ地方の主要都市であったと思われる。ロンドンの駐車場の地下で見つかったローマ時代の剣からもランメルスベルク鉱山の金属が含まれていることが確認されており、既にこの頃ゴスラーはヨーロッパ各地と交流があったと思われる。
1166年に没したアルノルト（Arnold, Abt von Berge）の歴史書 >Annalista Saxo< によれば、東フランク王ハインリヒ1世はこの地に vicus（商業定住地）ないし venatorium（遊猟地？）を置いたという。11世紀には皇帝色である薄紫色に飾られた皇帝居城がハインリヒ3世により建設された。ゴスラーは銀を産出したため、皇帝直轄領だったのである。その後ゴスラーは神聖ローマ帝国の主要都市となり、皇帝や王が居留した。ランメルスベルク鉱山における銀採掘の増大によって9世紀半ばには鉱員集落（鉱山集落）が生まれた。ハインリヒ2世は1000年頃、ヴェルラ（Werla）にあった王宮をこの地に移した。以後ゴスラーは1252年 /1253年まで何度も教会会議、帝国会議、王侯訪問の場となった。
11世紀半ばには都市としての性格を有していた。1131年にはcivitas（都市）と呼ばれている。フリードリヒ2世は包括的な特権を付与している。1132年には都市法の記録がなされたが、ゴスラーがザクセン・テューリンゲン地域の諸都市の上級裁判所（Oberhof）であることを示す特別な意味を持っている。
13世紀末以降ハンザ同盟に加盟。1290年ヴォルデンベルク伯爵から帝国代官職（Reichsvogtei）を獲得。
1340年 ルートヴィヒ4世はゴスラー市に「ヘールシルト法」（Heerschildrecht）を与え、その結果、市民は封土・采地（Lehen）を受領し所有することが可能になった。
市はたびたびハインリヒ4世に関わる抗争やホーエンシュタウフェン家とヴェルフェン家の抗争に巻き込まれ、市そのものがブラウンシュヴァイク公とたびたび戦火を交え、1206年には市は占領略奪されている。
13世紀半ばまで王の代官（Vogt）によって管理されていたが、その後、参事会（Rat）が形成され自治都市としての性格を強めて行った。この世紀末の参事会は、二つの「大ギルド」（große Gilden）のメンバーといわゆる「鉱山家族」（Bergfamilien）から構成されていた。鉱山権確保の後には参事会から「六人委員会」（Sechsmännergremium）が分離し、鉱山に対する全権を付与された。
ハンザ同盟に加盟はしたが、頼りとしたのはむしろニーダーザクセン諸都市との連携であった。
15世紀の人口（鉱山居住地を除く）は5000人超、市壁内面積は 82haであった。
1219年、市の商人は神聖ローマ帝国内において（ただし、ケルン、ティール、バルドヴィークは例外）、あらゆる関税を免除された。北ドイツ最大の鉱山業の市からは、そのおびただしい製品がフランドル、 イングランド、 スカンディナヴィアに輸出された。その収益はまず王室の金庫を潤した。1005年 ハインリヒ2世は「ゴスラーで入ってくる国王のすべての収入の十分の一を」アーヘンのアーダルベルト聖堂に譲渡している。しかし、11世紀以降、聖職者や貴族に渡る鉱山の持ち分が増大し、1235年には、ヴェルフェン家が鉱山監督管轄権などの鉱山に関わる諸権利を獲得した。13世紀末以降、坑内出水により鉱山業は著しい後退を経験したが、その後回復し、1460年から1510年にかけて鉱物産出量は最高になった。同時にビールとスレートも重要な輸出製品となった。
1528年にプロテスタント派に。このころから経済的衰退がはじまる。1802年/ 1803年の人口は8500人、プロイセン領に編入、1807年 ヴェストファーレン王国に、 1814年 ブラウンシュヴァイクに、第2次世界大戦以後 ニーダーザクセンに編入。
1530年から1657年の間に魔女狩りで28人が犠牲になった。今では魔女がハルツ地方のマスコットキャラクターとなっている。19世紀までスウェーデンやフランスに占領されたりするが、20世紀にはドイツの一部となる。第二次世界大戦のあとはイギリスの管理地となった。1960年代、1970年代には民間企業により盛んに採掘が進み町が発展した。しかし、1988年、資源が枯渇し鉱山が閉山すると町は衰退するが、美しい旧市街を訪れる観光客が絶えなかった。
1992年、ゴスラーとランメルスベルク鉱山はユネスコ世界遺産に登録される。

## 観光
もっとも近い空港はハノーファーとなる。ハノーファーからは車で1時間半ほど。またハノーファー中央駅から2時間ごとに直通の快速電車が出ている。乗車時間は1時間半ほど。駅から西に歩いていくと数分で旧市街に入る。観光案内所はマルクト広場のラートハウス（旧市庁舎）の向いにある。
旧市街はかなり広く、水路が通っていて変化がある。ドイツの伝統的な木筋レンガ構造の民家が建ち並び、町のあちこちに美術館・博物館がある。

## ギャラリー

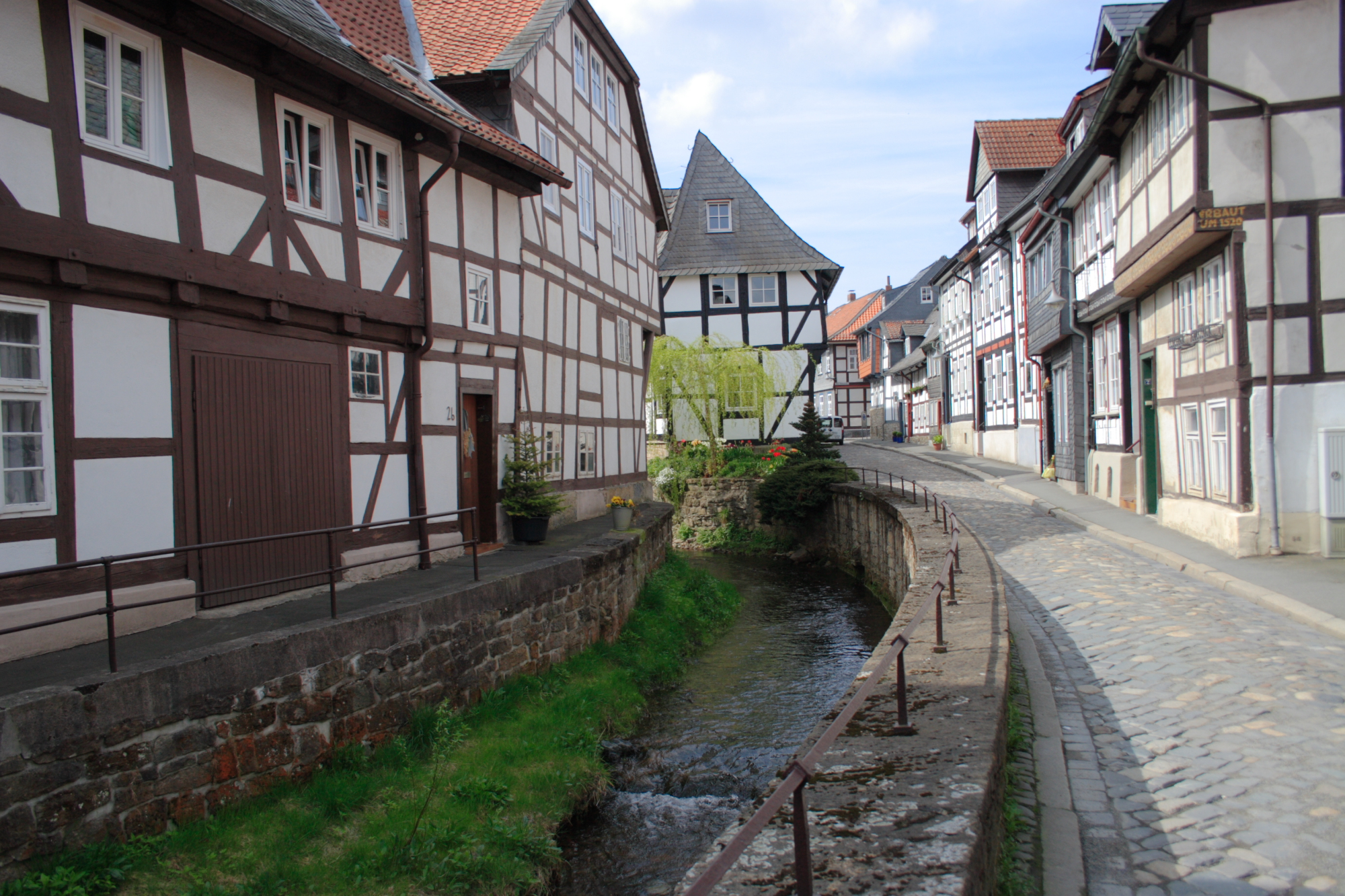
ゴスラーの町並み
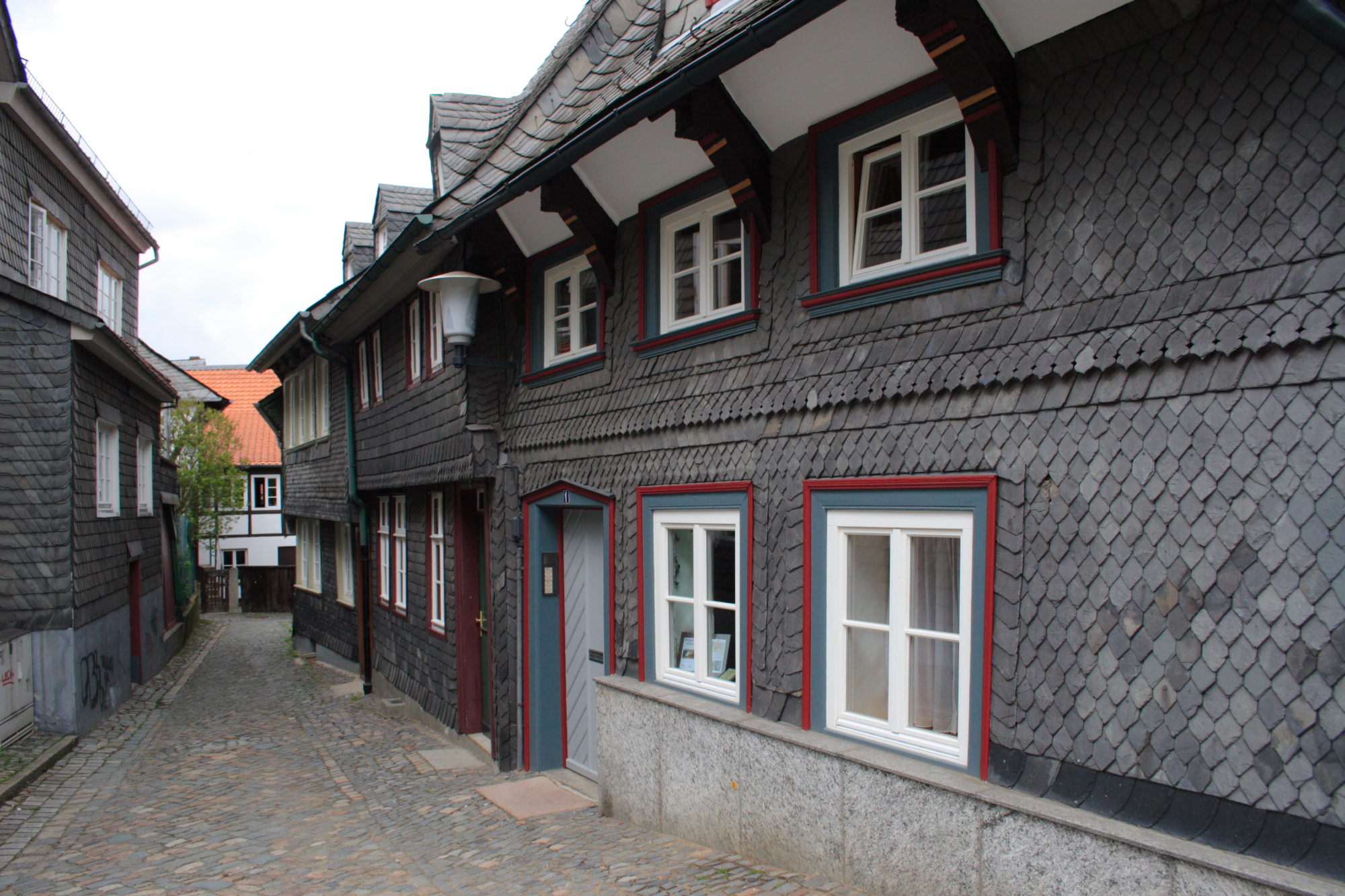
ゴスラーの古い家 壁も屋根も薄い石瓦で覆われている。神戸にある異人館・うろこの家のオリジナルである。
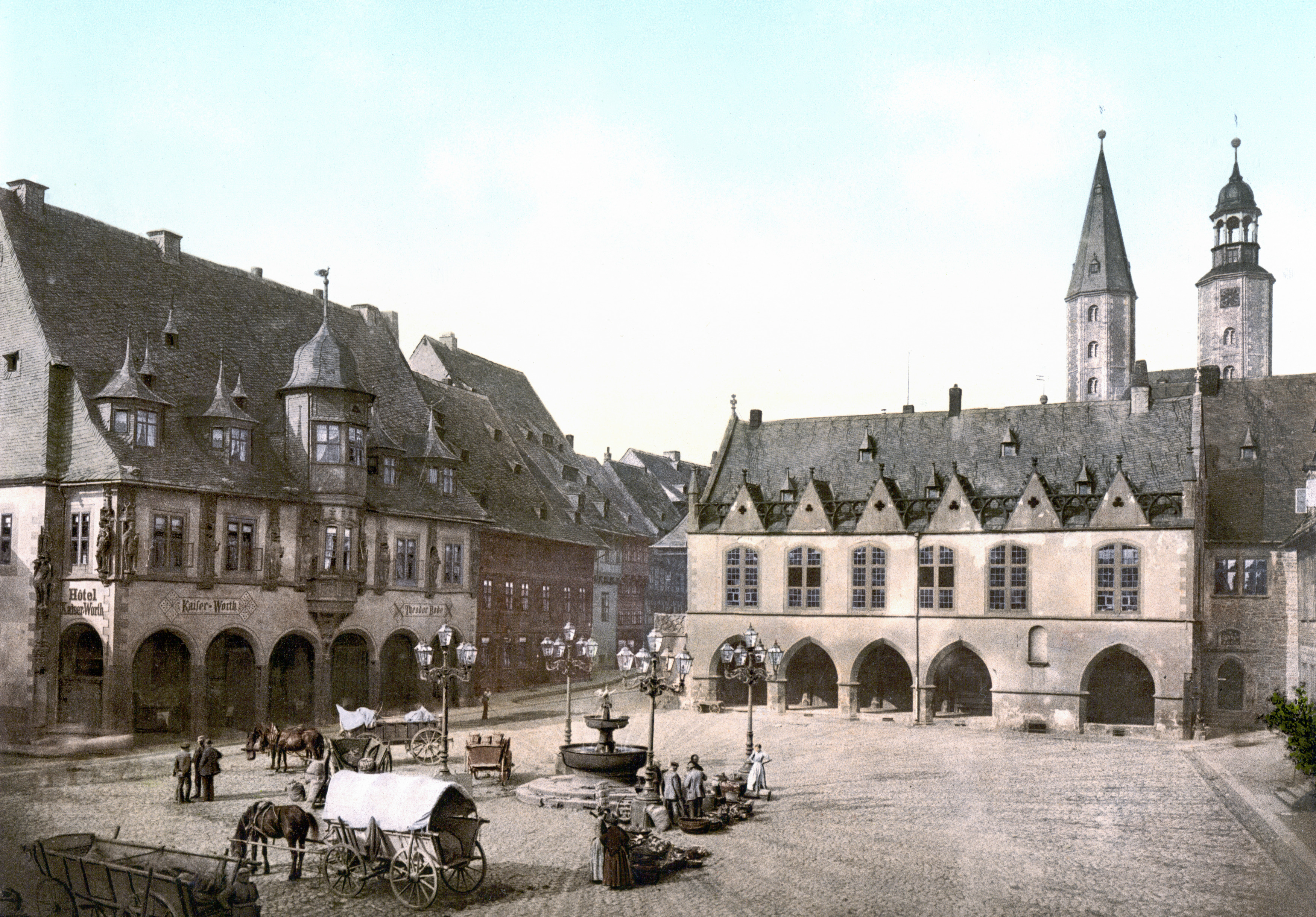
マルクト広場に建つ織物ギルド館（Kaiserworth）と旧市庁舎 19世紀の写真だが、今も全く変わっていない。
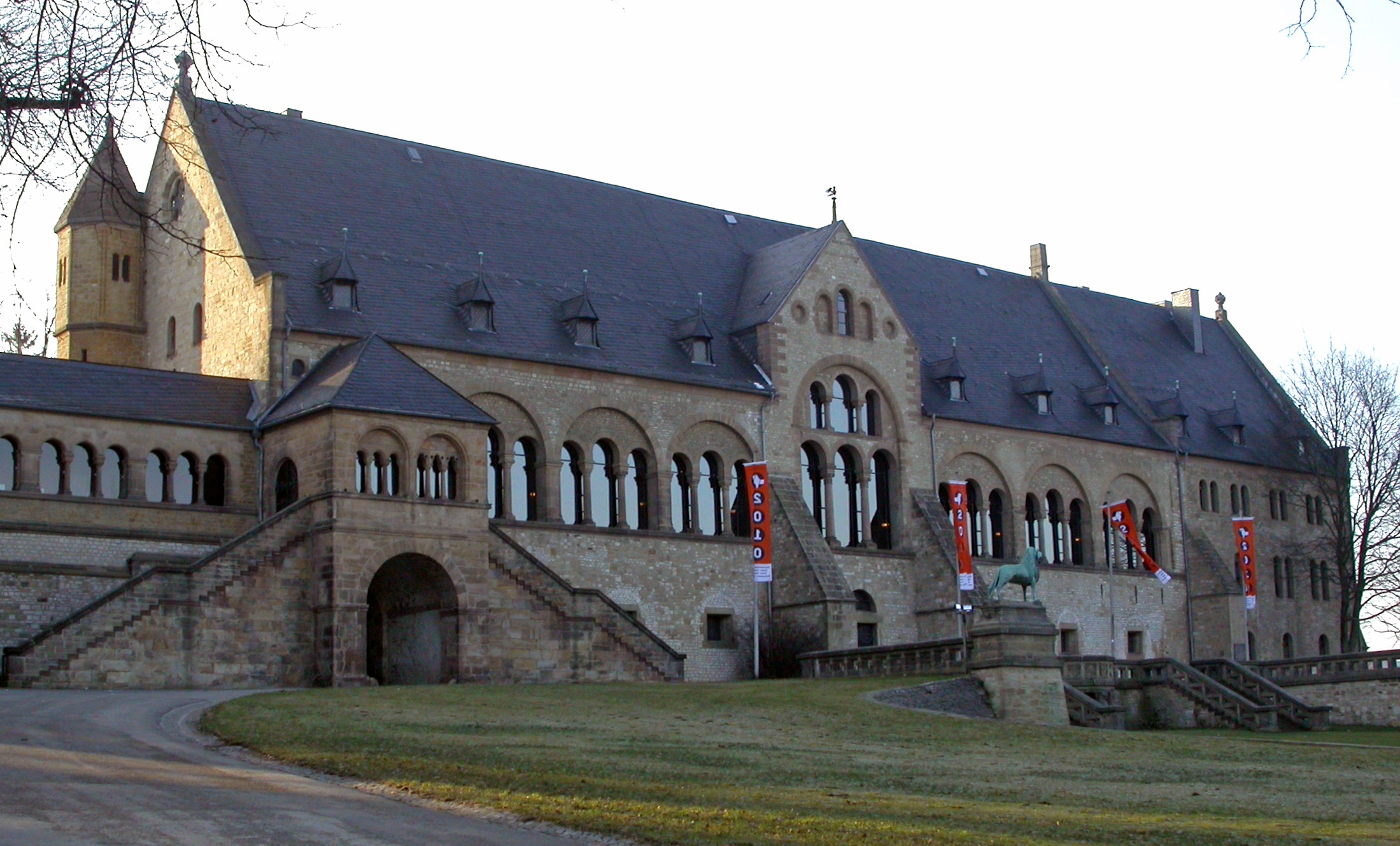
Kaiserpfalz 皇帝居城